# Buliisa
Pour le district, voir Buliisa (district).
Buliisa (ou Bulisa) est une ville du nord de la région Ouest en Ouganda. Elle est le siège du district de Buliisa.

## Géographie

Situation du district de Buliisa en Ouganda.